# شو جياجون
شو جياجون (بالصينية: 许嘉俊) هو لاعب كرة قدم صيني في مركز الدفاع، ولد في 29 مايو 1995 في ماومينغ في الصين. لعب مع هيبي شينا فورشن.

## وصلات خارجية
- شو جياجون على موقع قاعدة بيانات كرة القدم.إي يو (الإنجليزية)
- شو جياجون على موقع Soccerway.com (الإنجليزية)
- شو جياجون على موقع عالم كرة القدم.نت (الإنجليزية)